# Ukazanja u Zeitounu
Ukazanja u Zeitounu, poznata pod naslovima Gospa od Zeitouna i Gospa od Svjetla, bila su masovna trogodišnja Marijina ukazanja u kairskoj četvrti Zeitoun, iznad Crkve Djevice Marije, s početkom 2. travnja 1968. pa do 1971. godine.
Gospa od Zeitouna štuje se u Koptskoj pravoslavnoj Crkvi odredbom koptskog pape Kirila VI. Aleksandrijskog od 4. svibnja 1968. Štuje se kao zaštitnica Egipta. U svibnju 2018. u toj je Crkvi proslavljen zlatni jubilej ukazanja.
Prvomu ukazanju, 2. travnja 1968., svjedočio je autobusni mehaničar, musliman, uočivši svijetlu žensku siluetu iznad koptske crkve; svjetlost je privukla mnoštvo, a samo ukazanje trajalo je nekoliko minuta. Ukazanje se ponovilo sljedećega tjedna te se do 1971. nastavilo dva ili tri puta tjedno. Ukazanjima su svjedoćili i muslimani i kršćani. Koptska crkva nad kojom se ukazivala svijetla pojava tradicijski se smatra mjestom boravka Svete Obitelji za njihova progonstva u Egiptu.

Predstavnički rimokatoličke redovničke družbe iz Zeitouna poslali su Vatikanu izvješće s opisom pojave. Tadašnji papa Pavao VI. prepustio je poglavaru Koptske crkve sastaviti i iznijeti priopćenje za javnost. Istovremeno, u Kairo je stiglo vatikansko izaslanstvo koje je, nakon svjedočenja ukazanju, u službenoj izjavi navelo:
Vatikansko izaslanstvo navelo je kako su ukazanja utjecala na brojna obraćenja i različita iscjeljenja što su se dogodila u blizini mjesta ukazanja. Ukazanja su istraživali egipatska policija i vlada, a predsjednik Gamal Abdel Naser svjedočio je nekima od njih.